# 3586 Vasnetsov
3586 Vasnetsov este un asteroid din centura principală, descoperit pe 26 septembrie 1978 de Liudmila Juravliova.
I s-a dat acest nume în onoarea pictorilor ruși Viktor Vasnețov și Apollinari Vasnețov.